# Гендрен (Вісконсин)
Гендрен (англ. Hendren) — місто (англ. town) в США, в окрузі Кларк штату Вісконсин. Населення — 433 особи (2020).

## Демографія
Згідно з переписом 2010 року, у місті мешкало 499 осіб у 202 домогосподарствах у складі 131 родини. Було 269 помешкань
Расовий склад населення:
| - 99,2 % — білих - 0,4 % — корінних американців - 0,2 % — чорних або афроамериканців - 0,2 % — азіатів |

До двох чи більше рас належало 0,0 %. Частка іспаномовних становила 0,4 % від усіх жителів.
За віковим діапазоном населення розподілялося таким чином: 23,8 % — особи молодші 18 років, 58,2 % — особи у віці 18—64 років, 18,0 % — особи у віці 65 років та старші. Медіана віку мешканця становила 47,7 року. На 100 осіб жіночої статі у місті припадало 106,2 чоловіків;  на 100 жінок у віці від 18 років та старших — 108,8 чоловіків також старших 18 років.
Середній дохід на одне домашнє господарство  становив 62 299 доларів США (медіана — 39 792), а середній дохід на одну сім'ю — 72 892 долари (медіана — 51 250). Медіана доходів становила 33 654 долари для чоловіків та 32 500 доларів для жінок. За межею бідності перебувало 23,9 % осіб, у тому числі 26,3 % дітей у віці до 18 років та 25,8 % осіб у віці 65 років та старших.
Цивільне працевлаштоване населення становило 214 осіб. Основні галузі зайнятості: сільське господарство, лісництво, риболовля — 39,3 %, виробництво — 16,8 %, освіта, охорона здоров'я та соціальна допомога — 15,4 %.